# Alla Herrens vägar äro godhet, sanning, trofasthet
Alla Herrens vägar äro godhet, sanning, trofasthet är en psalm av Lina Sandell från 1868 med bearbetning av okänd upphovsman 1937.

## Publicerad i
- Sionstoner 1889 nr 261
- Nya Pilgrimssånger 1892 som nr 279 under rubriken "Det kristliga lifwet. Trygghet, glädje och tröst."
- Svensk söndagsskolsångbok 1908 som nr 215 under rybriken "Guds barns trygghet".
- Svenska Missionsförbundets sångbok 1920 som nr 322 under rubriken "Guds barns trygghet".
- Frälsningsarméns sångbok 1929 som nr 217  under rubriken "Jubel, erfarenhet och vittnesbörd".
- Musik till Frälsningsarméns sångbok 1930 som nr 217.
- Sionstoner 1935 som nr 430 under rubriken "Nådens ordning: Trosliv och helgelse".
- Guds lov 1935 som nr 291 under rubriken "En kristens saliga frid och trygghet".
- 1937 års psalmbok som nr 330 under rubriken "Trons glädje och förtröstan".
- Frälsningsarméns sångbok 1946 som nr 262 under rubriken "Jubelsånger".
- Frälsningsarméns sångbok 1968 som nr 262 under rubriken "Det Kristna Livet - Jubel och tacksägelse".
- Lova Herren 1988 som nr 22  under rubriken "Guds godhet och fadersomsorg".
- Frälsningsarméns sångbok 1990 som nr 530 under rubriken "Erfarenhet och vittnesbörd".